# Tournoi de tennis de Tigre
Le Copa Ciudad de Tigre est un tournoi international de tennis masculin du circuit professionnel Challenger. Il a lieu au mois de mars à Tigre, en Argentine. Il a été créé en 2017 pour une seule édition sur dur extérieur avant de revenir au calendrier en 2022 mais sur terre battue.

## Palmarès messieurs

### Simple
| Année  | Dotation | Surface      | Vainqueur                  | Finaliste           | Score         |
| ------ | -------- | ------------ | -------------------------- | ------------------- | ------------- |
| 2017   | 50 000 $ | Dur (ext.)   | Taro Daniel                | Leonardo Mayer      | 5-7, 6-3, 6-4 |
| 2022_1 | 37 520 $ | Terre (ext.) | Santiago Rodríguez Taverna | Facundo Díaz Acosta | 6-4, 6-2      |
| 2022_2 | 53 120 $ | Terre (ext.) | Camilo Ugo Carabelli       | Andrea Collarini    | 7-5, 6-2      |

### Double
| Année  | Vainqueurs                              | Finalistes                                 | Score             |
| ------ | --------------------------------------- | ------------------------------------------ | ----------------- |
| 2017   | Máximo González Andrés Molteni          | Guido Andreozzi Guillermo Durán            | 6-1, 66-7, [10-5] |
| 2022_1 | Conner Huertas del Pino Mats Rosenkranz | Matías Franco Descotte Facundo Díaz Acosta | 5-6 ab.           |
| 2022_2 | Guillermo Durán Felipe Meligeni Alves   | Luciano Darderi Juan Bautista Torres       | 3-6, 6-4, [10-3]  |